# Laim und die schlafenden Hunde
Laim und die schlafenden Hunde ist ein deutscher Kriminalfilm von Michael Schneider aus dem Jahr 2023. Es ist der sechste Filmbeitrag der ZDF-Kriminalfilmreihe Laim mit Max Simonischek in der Titelrolle. Die Erstausstrahlung im Deutschen Fernsehen erfolgte am 18. September 2023 als Montagskrimi im ZDF.

## Handlung
Hauptkommissar Lukas Laim besucht eine Pitching-Veranstaltung des Startup-Unternehmers Anno Waldeck. Die Veranstaltung wird gestört von Dirk Reimann, einem ehemaligen Tech-Entrepreneur, der auf Waldecks Versprechungen hereingefallen war und nun obdachlos ist. Am nächsten Tag wird dessen Leiche am Münchner Eisbach an der Isar aufgefunden wird. Laim und Simhandl nehmen die Ermittlungen auf und konzentrieren sich sogleich auf Anno Waldeck, der Reimann als zu risikobereit schildert und nicht nur sein kleines Unternehmen, sondern auch die Gelder seiner Investoren „in den Sand gesetzt“ hätte.
Reimanns letzte Meldeadresse führt zu einer Stiftung, die von Cecily Filander geleitet wird. Hier finden sozial Schwache eine Möglichkeit wohnen zu können. „Karl“ eine der dortigen Bewohnerinnen sagt aus, dass jemand Reimanns Ideen geklaut hätte. Das führt Laim wieder zurück zu Anno Waldeck, dem er unterstellt seine Jungunternehmern bewusst scheitern zu lassen, um sich dann deren erfolgversprechende Ideen anzueignen und selbst zu verwirklichen. Waldeck verweist darauf, dass es diverse Jungunternehmer gäbe, die es geschafft hätten und noch immer erfolgreich im Geschäft wären. Reimann wäre aus eigenem Verschulden gescheitert und es sei legitim, neue Ideen aufzugreifen und weiterzuentwickeln.
Am nächsten Tag wird in der illegalen Obdachlosenunterkunft, in der sich Reimann aufhielt, ein toter Obdachloser gefunden. Todesursache: Überdosis Kokain. Auch er hatte vor einigen Wochen noch in der Filander-Stiftung gewohnt. Im Zuge der Ermittlungen fällt Laim auf, dass in den letzten Monaten immer wieder Obdachlos an der gleichen Droge gestorben waren. Alle wiesen Erfrierungserscheinungen auf, was im Winter nichts Ungewöhnliches ist; aber einige sind schon im Sommer gestorben. Nur Reimann fällt etwas aus dem Raster, zwar hatte er auch Kokain im Blut, aber gestorben war er nach einer Kollision mit einem Auto und wurde danach ins Wasser geworfen, wo er dann ertrunken war. Wieder führt Laim der Weg zu Cecily Filander, denn diese Todesopfer hatten alle eine Zeit lang in der Stiftung Obdach gefunden. Als Laim mit ihr über die Droge spricht, die bei den toten Obdachlosen nachgewiesen wurden, wird sie stutzig und stellt, nachdem Laim wieder gegangen ist, ihren Mitarbeiter Sorin zur Rede. Sie weiß, dass ihm dieses Medikament mal verordnet wurde. Er rechtfertigt sich, wie undankbar alle wären und die Chance nicht schätzen, die sie mit der Stiftung bekommen würden. So in die Enge getrieben setzt er nun auch seine Chefin unter Drogen und sperrt sie ein. Laim kommt ihm auf die Spur und erkennt, dass Cecily Filander in Lebensgefahr schwebt. Er sucht sie im Keller des Stiftungsgebäudes und kann sie dort zwar in einem Kühlraum finden, doch sperrt Sorin, in seinem Wahn, sich mit Laim dort mit ein. Von innen lässt sich die Tür nicht öffnen, aber zum Glück ist Simhandl auf der Suche nach seinem Kollegen und kann ihn und Filander gerade noch rechtzeitig befreien. Sorin wird festgenommen.
Für den gewaltsamen Tod an Reimann muss sich letztendlich Anno Waldeck und dessen Partnerin Lin Yu Choi verantworten. Sie hatten Reimann angefahren und dann ins Wasser geworfen.

## Hintergrund
Die Dreharbeiten zu Laim und die schlafenden Hunde fanden im Zeitraum vom 15. November 2022 bis zum 15. Dezember 2022 in München und näherer sowie weiterer Umgebung statt.

## Rezeption

### Kritik
Oliver Armknecht von film-rezensionen.de meinte: Der Krimi „kombiniert eine Haifisch-Gründerszene mit dem Thema Obdachlosigkeit. Prinzipiell ist die Gegenüberstellung zweier so unterschiedlicher Welten nicht uninteressant. Das Ergebnis ist aber so überzogen, dass von dem Ansatz nicht mehr viel bleibt. Immerhin ist das Ganze recht atmosphärisch.“ „Hinzu kommen ganz nette Szenen mit Laim und der nicht auf den Mund gefallenen Ausreißerin Karl (Sarah Mahita). Das trägt dazu bei, dass man sich ‚Laim und die schlafenden Hunde‘ schon anschauen kann.“
Auf tittelbach.tv urteilte Tilmann P. Gangloff: „Die Krimis mit Max Simonischek als dunklem Ritter gehören handwerklich ohnehin zum Besten, was der deutsche TV-Krimi zu bieten hat, aber mit der sechsten Episode haben Regisseur Michael Schneider sowie seine treuen Wegbegleiter Andreas Zickgraf (Kamera), Jörg Kroschel (Schnitt) und Dirk Leupolz (Musik) die ZDF-Reihe zum bisherigen Höhepunkt geführt.“
Christian Lukas von quotenmeter.de kritisierte, dass die Geschichte nicht so recht spannend ist und auch „einfach keine Linie findet, auf der eine klar konstruierte Kriminalstory stattfinden könnte. «Laim und die schlafenden Hunde» ist einfach langweilig. Der Film sieht gewohnt gut aus, ohne jedoch Schauwerte zu erschaffen, die über die Spielzeit hinaus Bestand hätten. Die Schauspieler agieren gleichfalls gewohnt souverän. Doch leider plätschert die Geschichte recht kraftlos und unfokussiert vor sich hin. Daran ändert auch ein klaustrophobischer Showdown nicht viel.“
Für prisma.de wertete Rupert Sommer: „Es sind nicht nur die abweisenden metallisch-gläsernen Büroturm-Konstruktionen. Es sind auch frostige Sprüche und aggressive Durchhalteparolen, die das Raumklima bei der Ansicht dieses Krimis massiv herunterkühlen.“ „Der einsame Wolf streift mal wieder durchs ZDF-Fernsehgeschehen und hinterlässt eine Spur des Befremdens und Fröstelns.“
Weniger enttäuscht urteilte Evangelisch.de und lobte den Gegensatz von Glitzerwelt und Obdachlosigkeit. Der Film „imponiert durch eine Bildgestaltung.“ „Unterhaltsam wie stets sind auch die beiläufig und gern auf Kosten Laims eingestreuten trockenen Scherze des Kollegen Simhandl (Gerhard Wittmann).“

### Einschaltquoten
Bei der Erstausstrahlung von Laim und die schlafenden Hunde am 18. September 2023 verfolgten in Deutschland insgesamt 5,07 Millionen Zuschauer die Filmhandlung, was einem Marktanteil von 19,9 Prozent für das ZDF entsprach. In der als Hauptzielgruppe für Fernsehwerbung deklarierten Altersgruppe von 14–49 Jahren erreichte Laim und die schlafenden Hunde laut AGF Videoforschung einen Marktanteil von 8,3 Prozent in dieser Altersgruppe.